# Döner Kebab

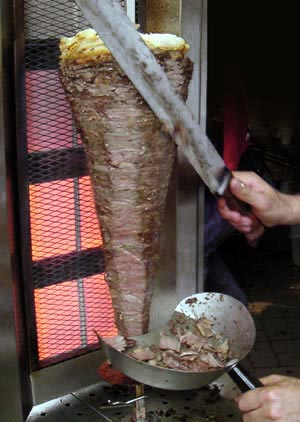
Dönerfleisch am Spieß

Der Döner Kebab (türkisch; „(sich) drehendes Grillfleisch“), kurz Döner, ist ein Gericht der türkischen Küche. Er besteht aus mit Marinade gewürzten Fleischscheiben, die schichtweise auf einen senkrecht stehenden Drehspieß gesteckt und seitlich gegrillt werden. Von diesem werden nach und nach die äußeren, gebräunten Schichten dünn abgeschnitten.
Serviert wird Döner als Hauptgericht mit Beilagen wie Reis, Pommes frites und Salat. Als Imbissvariante wird es meist in einem aufgeschnittenen Fladenbrot (Pide) in einer Dönertasche aus Papier ausgegeben. Weitere Varianten sind der Dürüm („Rolle“) bzw. Yufka-Döner sowie der Rollo, in der das Fleisch in ein besonders dünnes Fladenbrot gewickelt wird.
Ursprünglich wurde für Döner nur Hammel- oder Lammfleisch verwendet; heute ist auch die Verwendung von Kalb- und Rindfleisch oder Geflügel wie Pute oder Hühnchen üblich. Das griechische Gyros ist dem Döner ähnlich, wird aber aus Schweinefleisch hergestellt.

## Geschichte

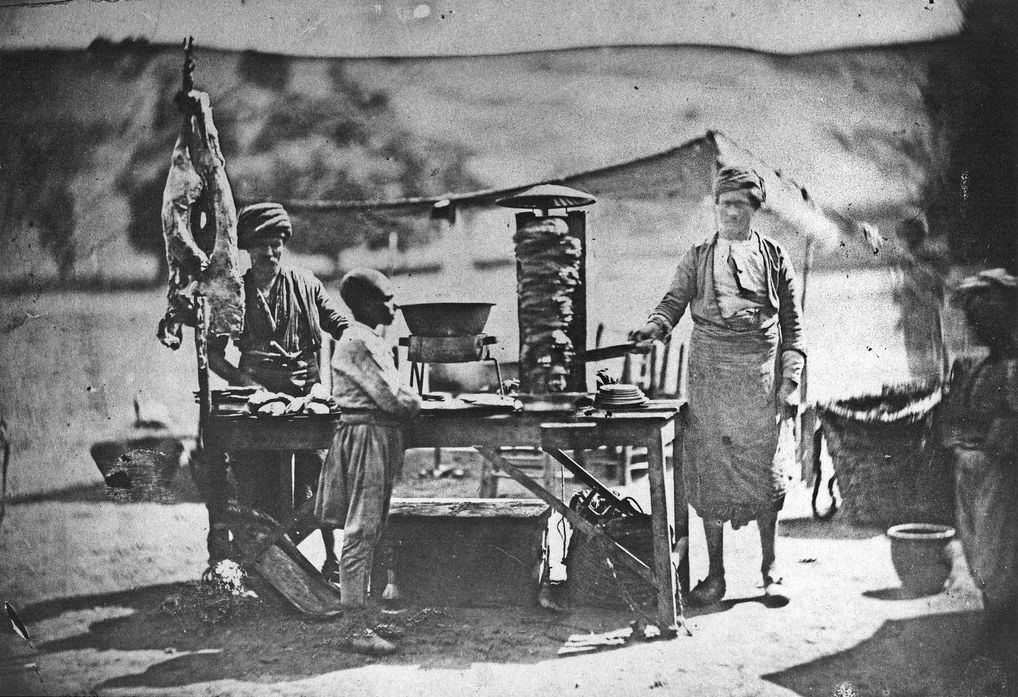
Ein Dönerverkäufer 1855

Die Zubereitung von Fleisch am Drehspieß hat in Anatolien eine lange Tradition, auch das Servieren von Grillfleisch im Fladenbrot. So schrieb Helmuth von Moltke, Militärberater des Osmanischen Reiches, am 16. Juni 1836 in sein Tagebuch: 

„Unser Mittagsmahl nahmen wir ganz türkisch beim Kiebabtschi ein. […] Dann erschien auf einer hölzernen Scheibe der Kiebab oder kleine Stückchen Hammelfleisch, am Spieß gebraten und in Brotteig eingewickelt, ein sehr gutes, schmackhaftes Gericht.“

 Dieser Schisch Kebab wurde aber noch auf einem üblichen horizontalen Grill zubereitet. Etwas später soll ein Koch namens Hamdi in Kastamonu erstmals geschichtetes Fleisch an einem senkrecht stehenden Spieß gegrillt haben. Sein Rezept wurde über mehrere Generationen seiner Lehrlinge weitergegeben. Danach wird in feine Scheiben geschnittenes Hammelfleisch etwa einen Tag lang in einer gründlich durchgewalkten Mischung aus feingeschnittenen Zwiebeln, Salz, Pfeffer, scharfem Paprika und Kreuzkümmel mariniert und anschließend in konischer Form auf den Spieß gesteckt – zuunterst das Fleisch aus der Keule, dann das Kammfleisch und schließlich das Filet.
Der Grill war aus Ziegeln und Lehm aufgemauert und wurde mit Eichenholzkohle betrieben. Unter dem Spieß befand sich eine zweilagige Schaufel. Im oberen, gelöcherten Teil sammelte sich das abgeschnittene Fleisch, im unteren Fleischsaft und Fett. Serviert wurde dieser „Urdöner“ mit einer Mischung aus Petersilie und Zwiebeln, auf Wunsch ergänzt um Reis und Beilagen wie Tomaten, Gurken, Rettich und Peperoni.
Etwa 25 Jahre später wurde der Döner möglicherweise unabhängig davon in Bursa noch einmal erfunden. Der Koch İskender, Gründer eines nach ihm benannten Restaurants, verarbeitete einen Teil des Hammelfleischs zu Hackfleisch und schichtete es zwischen weichgeklopften Fleischscheiben. Er servierte das gegrillte Fleisch mit Joghurt und zerlassener Butter auf einer Lage geschnittenem Fladenbrot, bekannt als Iskender Kebap. In Bursa soll auch der Name „Döner Kebap“ gebildet worden sein.
Ob Hamdi oder İskender tatsächlich die Erfinder des senkrechten Fleischspießes waren, ist jedoch unsicher. Ähnliche Gerichte sind das arabische Schawarma aus Rindfleisch und das griechische Gyros aus Schweinefleisch, die ebenfalls an einem senkrecht stehenden Drehspieß gebraten werden.
In Istanbul wurde Döner Kebab seit den 1940er Jahren angeboten, jedoch nur in sehr wenigen Restaurants, eines davon im Topkapı-Palast. Der Beginn des Straßenverkaufs im Fladenbrot wird für einige Imbiss- oder Büfe-Betreiber in Istanbul bereits in den späten 1960er Jahren angegeben.

## Name
Kebap wird im Türkischen in der Grundform mit p am Ende geschrieben (Auslautverhärtung); der Duden empfiehlt im Deutschen hingegen die Schreibung Döner Kebab mit einem Schluss-b. Als gültige alternative Schreibungen führt er jedoch auch Döner Kebap sowie die Zusammenschreibungen Dönerkebab und Dönerkebap auf.
Das Österreichische Wörterbuch kennt Kebab, Kebap, Dönerkebab und Dönerkebap.

## Herstellung

### Zusammensetzung
Ein Dönerspieß besteht üblicherweise aus einer Schichtung von jeweils vier bis fünf Lagen marinierten mageren Fleisches, auf die je eine Lage fetteren Fleisches – zum Beispiel aus Quer- oder Hochrippe – folgt. Ein fertiger Dönerspieß wiegt etwa zwei bis vierzig Kilogramm. Viele Restaurants und Imbissstände stellen die Spieße nicht selbst her, sondern beziehen sie aus industrieller Herstellung. In Deutschland gibt es rund 400 solcher Dönerfleisch-Produzenten; führend war 2007 die von Remzi Kaplan gegründete Kap-Lan Dönerproduktion. Marktführer in der Schweiz war 2006 Royal Döner mit einem Marktanteil von 60 Prozent.

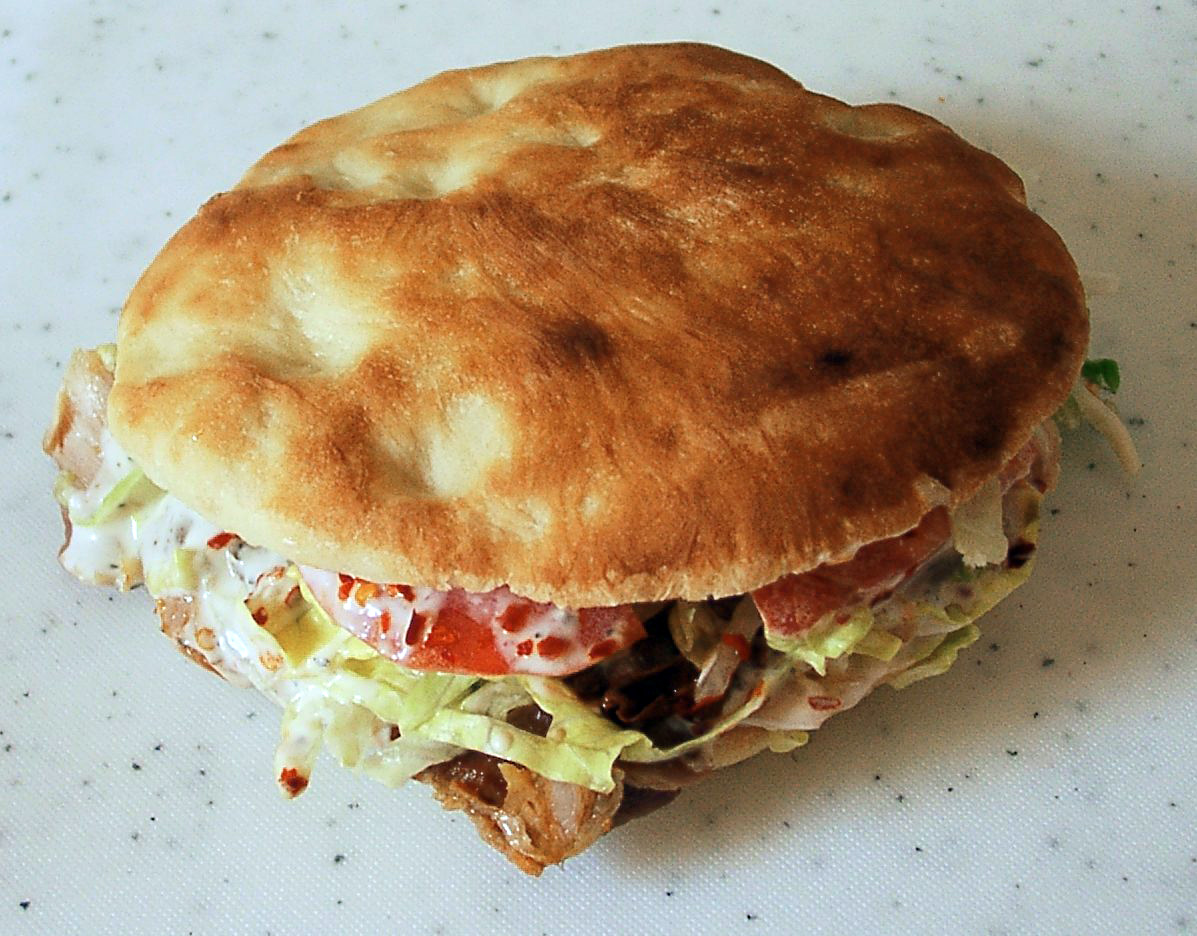
Döner in Gobit-Brot

In Deutschland enthält Döner neben schierem Fleisch meist auch Hackfleisch. In den 1980er Jahren begann die Massenproduktion von Dönerspießen. Um die Verbrauchererwartungen zu bewahren, wurde die Zusammensetzung von Döner 1989 in der „Festschreibung der Berliner Verkehrsauffassung für das Fleischerzeugnis Dönerkebap“ erstmals festgelegt. Inzwischen ist Döner in den Leitsätzen für Fleisch und Fleischerzeugnisse des Deutschen Lebensmittelbuchs enthalten. Darin steht, dass als Ausgangsmaterial nur grob entsehntes Schaffleisch und/oder grob entsehntes Rindfleisch verwendet werden sollte. Der Hackfleischanteil sollte unter 60 Prozent liegen. Außerdem dürfen Salz, Gewürze, Eier, Zwiebeln, Öl, Milch und Joghurt enthalten sein.
Diese Angaben sind keine Rechtsnorm. Sie beschreiben lediglich die derzeitige allgemeine Verkehrsauffassung im Sinne des Lebensmittelrechts. Wenn diese Voraussetzungen erfüllt sind, darf das Gericht als Dönerkebab verkauft werden. Abweichende Varianten, die Schweinefleisch enthalten oder nur aus Hackfleisch bestehen können, tragen Bezeichnungen wie Drehspieß nach Döner-Art oder ähnliche. Yaprak Döner („Blatt-Döner, Scheiben-Döner“) ist eine mittlerweile verbreitete Bezeichnung für traditionell hergestellten Döner aus schieren Fleischscheiben ohne Hackfleischanteil. Der Unterschied in den Verkaufsbezeichnungen richtet sich nach den Zutaten und der Art des Fleisches.
Die allgemeine Verkehrsauffassung beinhaltet nicht die Einhaltung der islamischen Speisevorschriften (halāl, hier speziell das Gebot des Schächtens). Nur ein Teil der Döner-Produzenten stellt Dönerkebab aus geschächtetem Fleisch her.

### Drehspieß
Typisch für die Zubereitung ist, dass das Fleisch von einem konischen senkrechten Drehspieß mit einem Messer oder einem elektrischen Schneidegerät abgeschabt wird. Die fürs Anbraten benötigte Hitze wird durch einen elektrisch oder mit Gas betriebenen Grill erzeugt. Um automatisch Fleisch von einem Dönerspieß schneiden zu lassen, werden vereinzelt Döner-Roboter eingesetzt.
Dabei sind die Spieße mit verschiedenen Sensoren ausgestattet, die ein Schneidegerät steuern, das an einem mehrachsigen Roboterarm befestigt ist. Roboter dieser Gattung wurden erstmals 2010 auf der Kontaktmesse Döner Industrie (DÖGA) in Berlin vorgestellt.
Je nach Quelle werden als Erfinder Duran Kabakyer oder Ahmet Kalyoncu genannt. Nach der Vorstellung eines Döner-Roboters in der Sendung TV total im Jahr 2011 erlangte dieser eine größere Bekanntheit und wird seit 2014 offiziell als „Der Gerät“ verkauft.

## Verbreitung

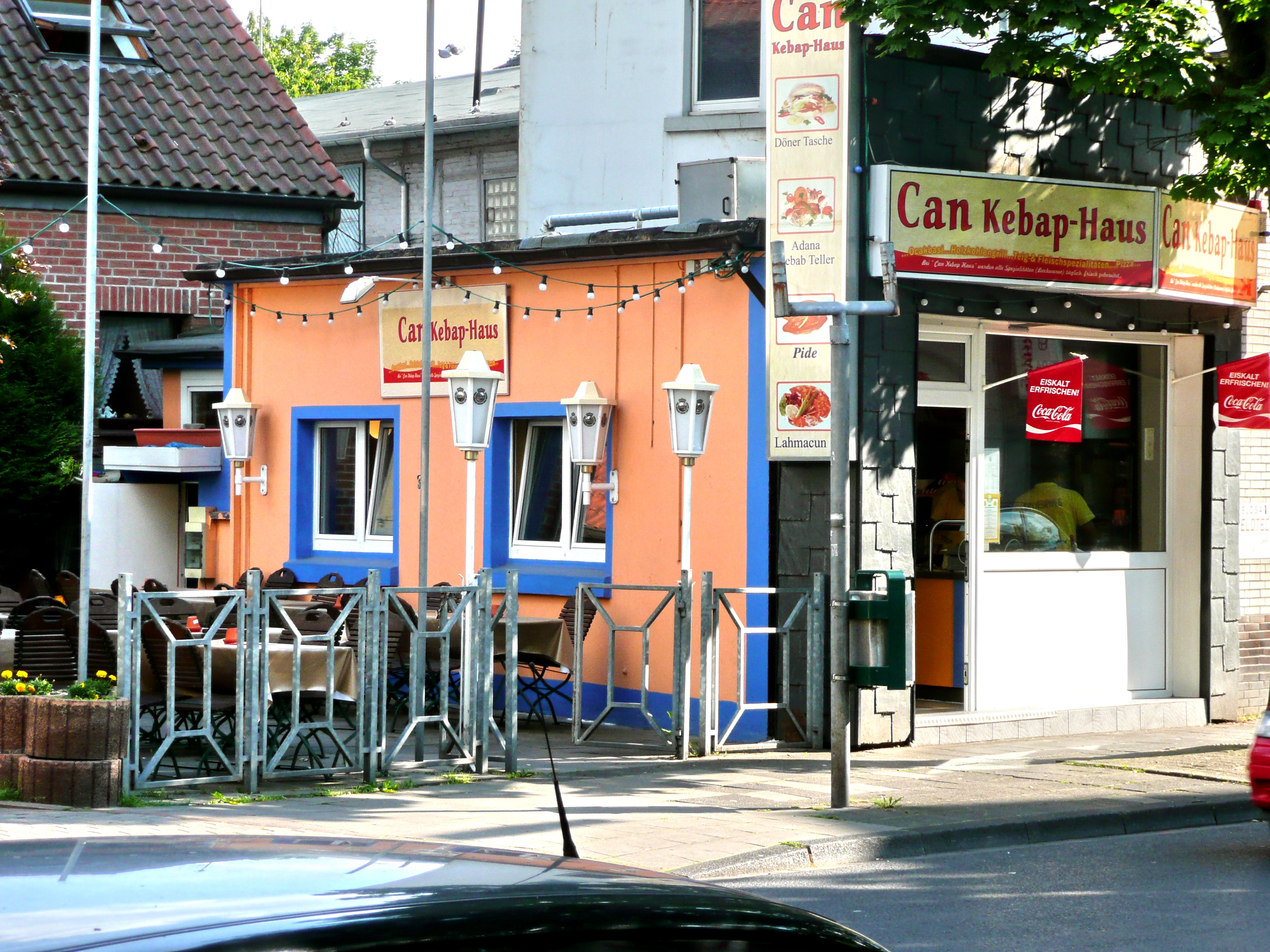
Dönerbude in Witten-Annen

In der Bundesrepublik Deutschland wurde in den frühen 1970er Jahren begonnen, das vom Bratenkegel abgeschnittene Fleisch nicht mehr mit Beilagen nur auf einem Teller anzubieten, sondern alternativ in einer Teigtasche und zum Mitnehmen. Wann der erste Döner-Imbiss in Deutschland eröffnete, ist unklar. Dies soll Anfang der 1970er Jahre in Berlin am Kottbusser Damm gewesen sein. Nach einer anderen Darstellung soll der Döner – damals als Grillfleisch im Fladenbrot bloß mit Zwiebeln – einschließlich seiner Zubereitung am rotierenden Metallspieß vom türkischen Einwanderer Kadir Nurman erfunden und nie patentiert worden sein; sein erster Döner-Imbiss habe Anfang der 1970er Jahre am Bahnhof Zoo gestanden. Nevzat Salim behauptet, den Döner Kebab bereits 1969 in Reutlingen angeboten zu haben.

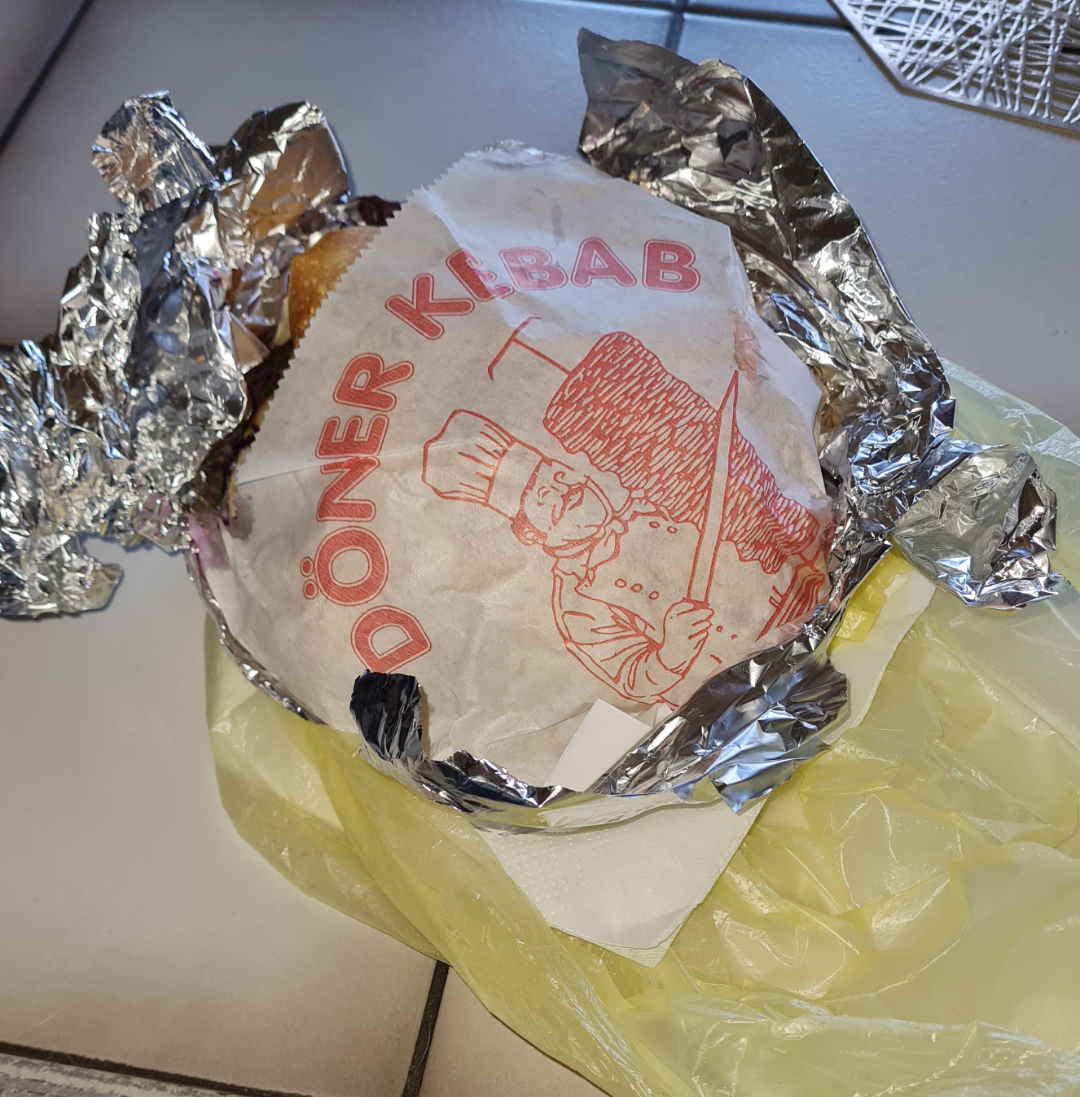
Döner Kebab als Mitnehmgericht: In Alufolie eingewickelte Dönertasche, in der ein Döner Kebab liegt, dazu eine Plastiktüte und eine Serviette

Der Döner Kebab verbreitete sich erst in Städten mit einem hohen migrantischen Bevölkerungsanteil, wurde aber schnell zu einem Gericht in den Universitätsstädten und erlebte nach 1990 in Ostdeutschland und schließlich in der westdeutschen Provinz einen (neuerlichen) Boom. Zunächst in Berlin, später in ganz Deutschland, wurde Döner zu einem beliebten Imbissgericht. Vor allem der niedrige Preis spielte dabei eine Rolle. 2007 gab es in Berlin Schnellimbisse mit Billigangeboten von 1,50 Euro. Täglich werden etwa 200 bis 300 Tonnen produziert; der Umsatz betrug 1998 umgerechnet etwa 1,5 Milliarden Euro. Im Jahr 2011 gab es in Deutschland über 16.000 Dönerbuden und der Umsatz der Dönerindustrie betrug etwa 3,5 Milliarden Euro. Seit Mitte der 1990er Jahre ist Döner Kebab auch in Österreich, Liechtenstein und der Schweiz als Kebab bzw. Kebap erhältlich. 2023 wurde der Jahresumsatz der Dönerindustrie mit sieben Milliarden Euro beziffert.
Während der Döner Kebab anfangs mit folkloristischen Elementen inszeniert wurde, um damit den Exotismus deutscher Gäste zu bedienen, fand bereits in den 1990er Jahren eine deutliche Transformation des Döner-Imbisses hin zur US-amerikanisch geprägten globalen Fast-Food-Kultur statt.
Die im deutschsprachigen Raum übliche Variante des Döners im Fladenbrot unterscheidet sich von der türkischen vor allem durch die Zugabe von Gartensalat, geschnittenen Tomaten, Gurken und Zwiebeln, Weiß- und Rotkohl und durch die verwendeten Saucen mit Mayonnaise und Joghurt, zum Beispiel in den Varianten „Tsatsiki“, „Knoblauch“, „Kräuter“, „Curry“ und „Cocktailsauce“, die nicht zur traditionellen türkischen Küche gehören. „Mit scharfer Sauce“ wird auch von türkischsprachigen Kunden mit der deutschen Formulierung bestellt, was auf den hybriden Charakter des Produkts hinweist. Als Tellergericht wird Döner Kebab in Deutschland nicht nur – wie in der Türkei üblich – mit Reis und Salat, sondern mit Pommes frites (Dönerteller) und verschiedenen Saucen angeboten.
Mittlerweile hat sich in Deutschland eine umfangreiche Dönerindustrie etabliert, die europaweit agiert und Döner Kebab als deutsch-türkisches Produkt vermarktet. Ob in der Türkei zeitgleich oder sogar früher Döner Kebab auch als Fastfood zum Mitnehmen entwickelt wurde oder der Erfolg des Konzepts in Deutschland zum (Rück-)Transfer in die Türkei führte, lässt sich nicht mit Bestimmtheit sagen. Der Döner hat sich seit den 2000er Jahren in vielen europäischen Ländern als Fastfood etabliert.
Im Zuge der durch die globale Energiekrise 2021–2023 gestiegenen Inflation erhöhten sich die Preise für Döner in Deutschland auf teilweise 8 Euro. Mehrere Parteien forderten daher 2024 eine sogenannte „Dönerpreisbremse“ (in Anspielung auf andere Maßnahmen zum Inflationsausgleich wie die Gaspreisbremse).

## Varianten
Seit der BSE-Krise in den 1990er Jahren wird Döner auch aus Hühner- oder Putenfleisch hergestellt. Die so hergestellten Döner dürfen jedoch nicht als Döner Kebab bezeichnet werden; gängig sind die Bezeichnungen Hähnchen-Döner oder Tavuk Döner. Mit dem Aufkommen von Hähnchen-Döner wurden auch Gemüse-Döner populärer, bei dem in einen Hähnchen-Döner frittiertes Gemüse und teilweise Feta als weitere Zutaten gegeben werden. Ebenfalls in den 1990er Jahren wurde der Dürüm Döner populär, bei dem das Fleisch und die weiteren Zutaten nicht in aufgeschnittenes, mehrere Zentimeter dickes Pide gefüllt, sondern in millimeterdünnes Yufka gerollt werden. Bei einer weiteren Variante wird Lahmacun statt Yufka verwendet.

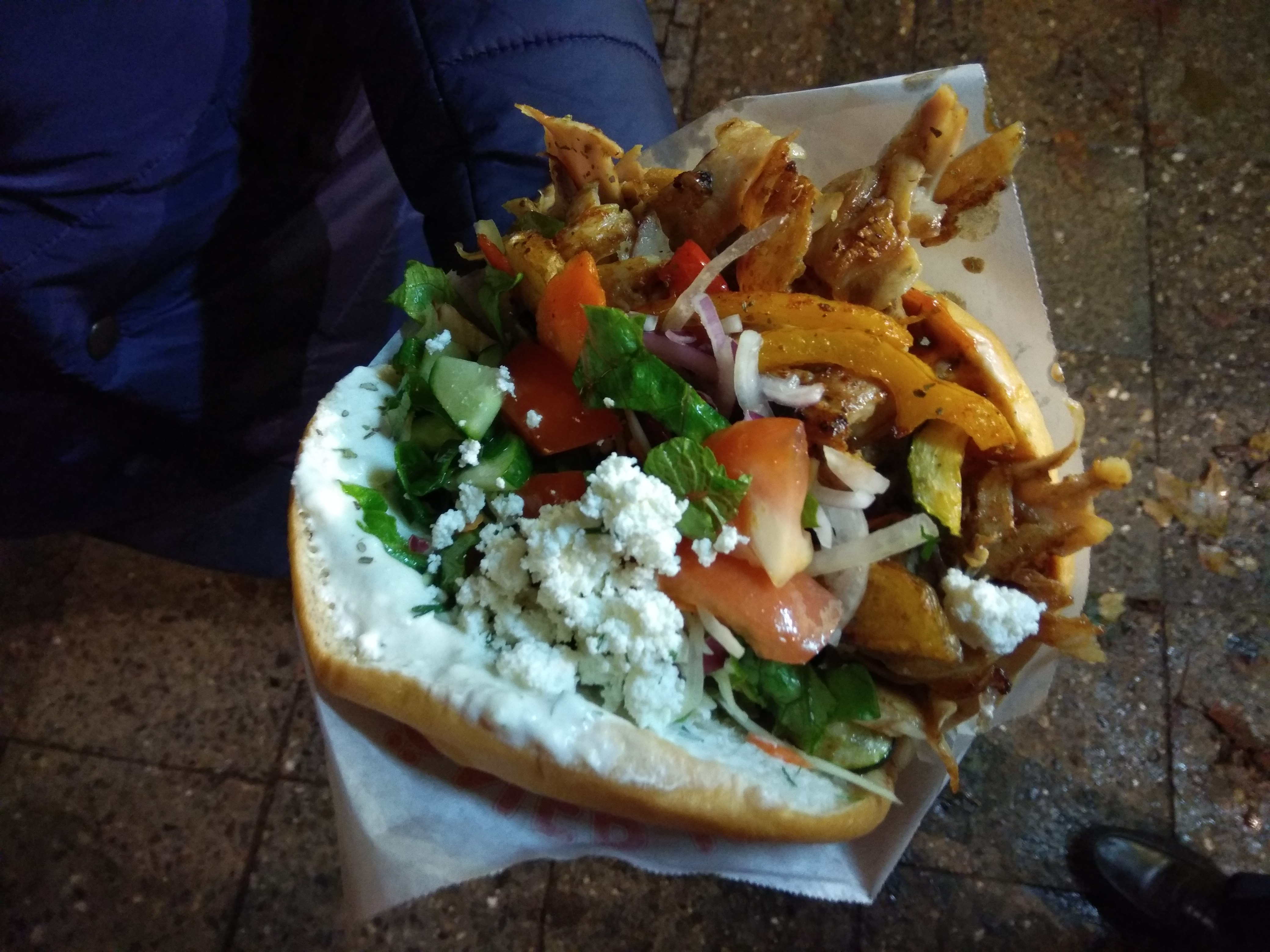
Hähnchen-Döner
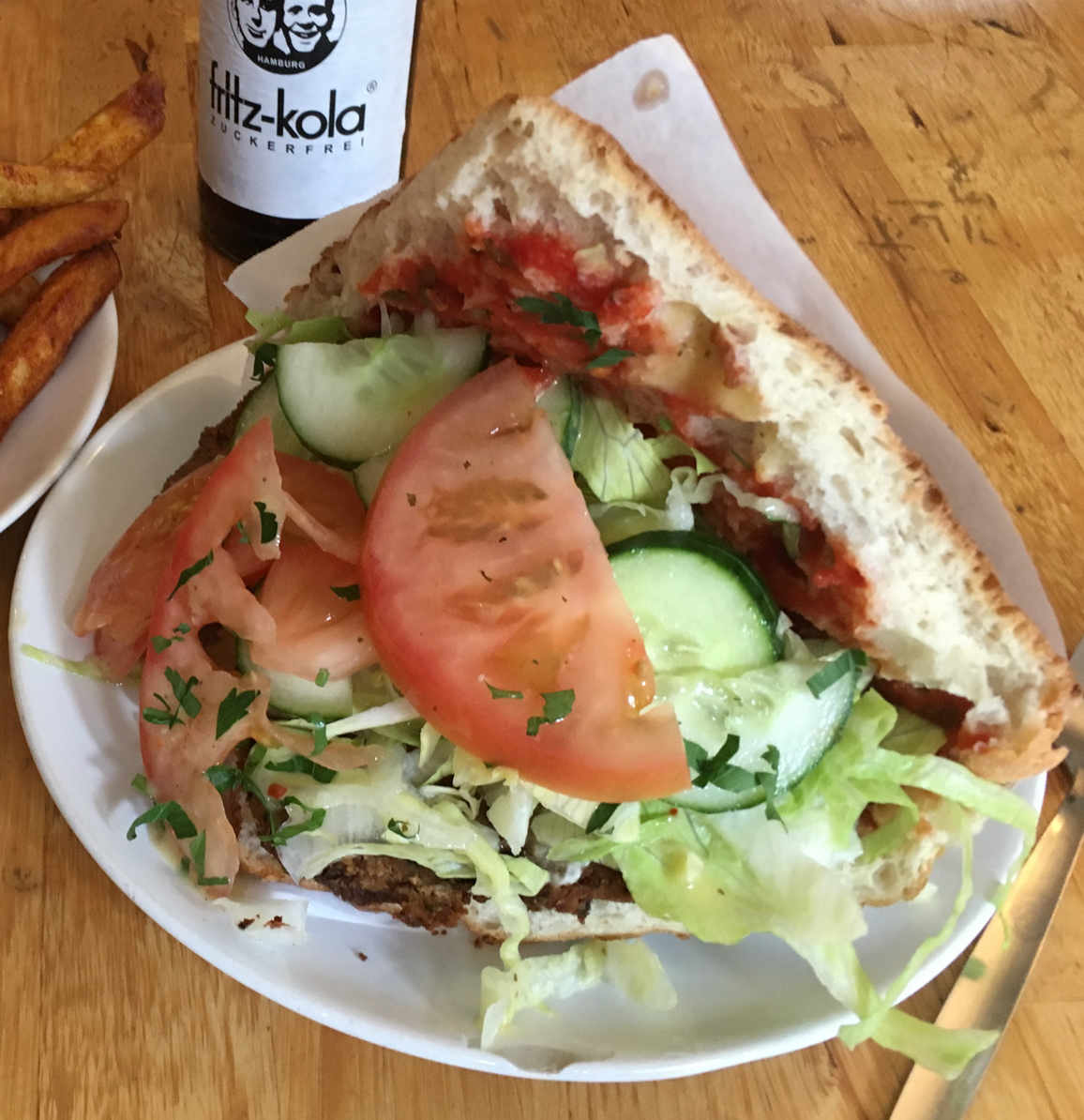
Vöner
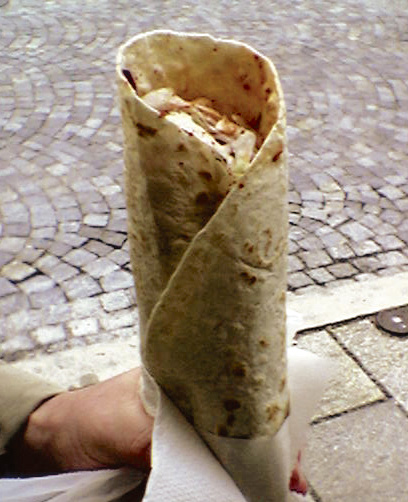
Dürüm oder Yufka-Döner
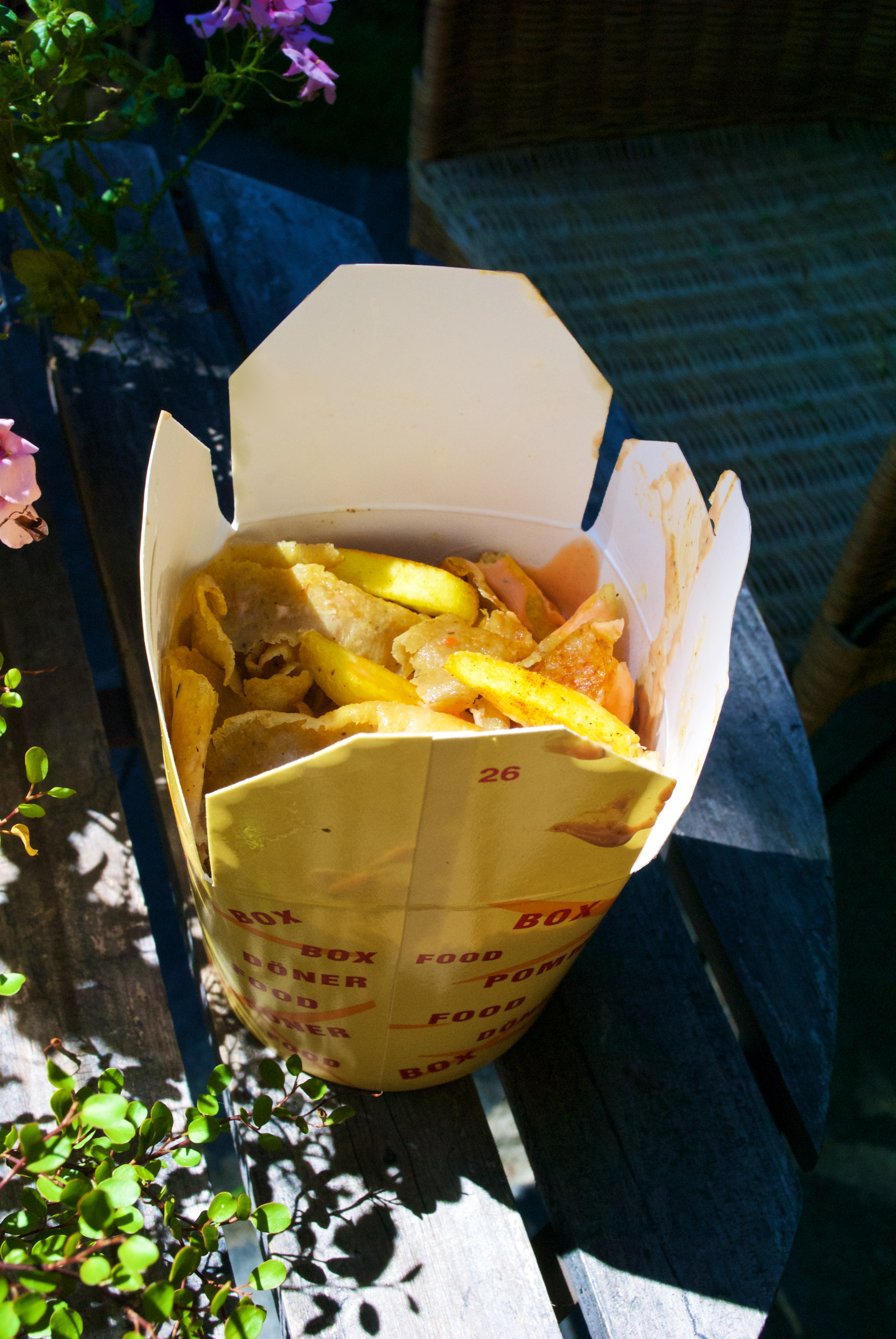
Döner-Box
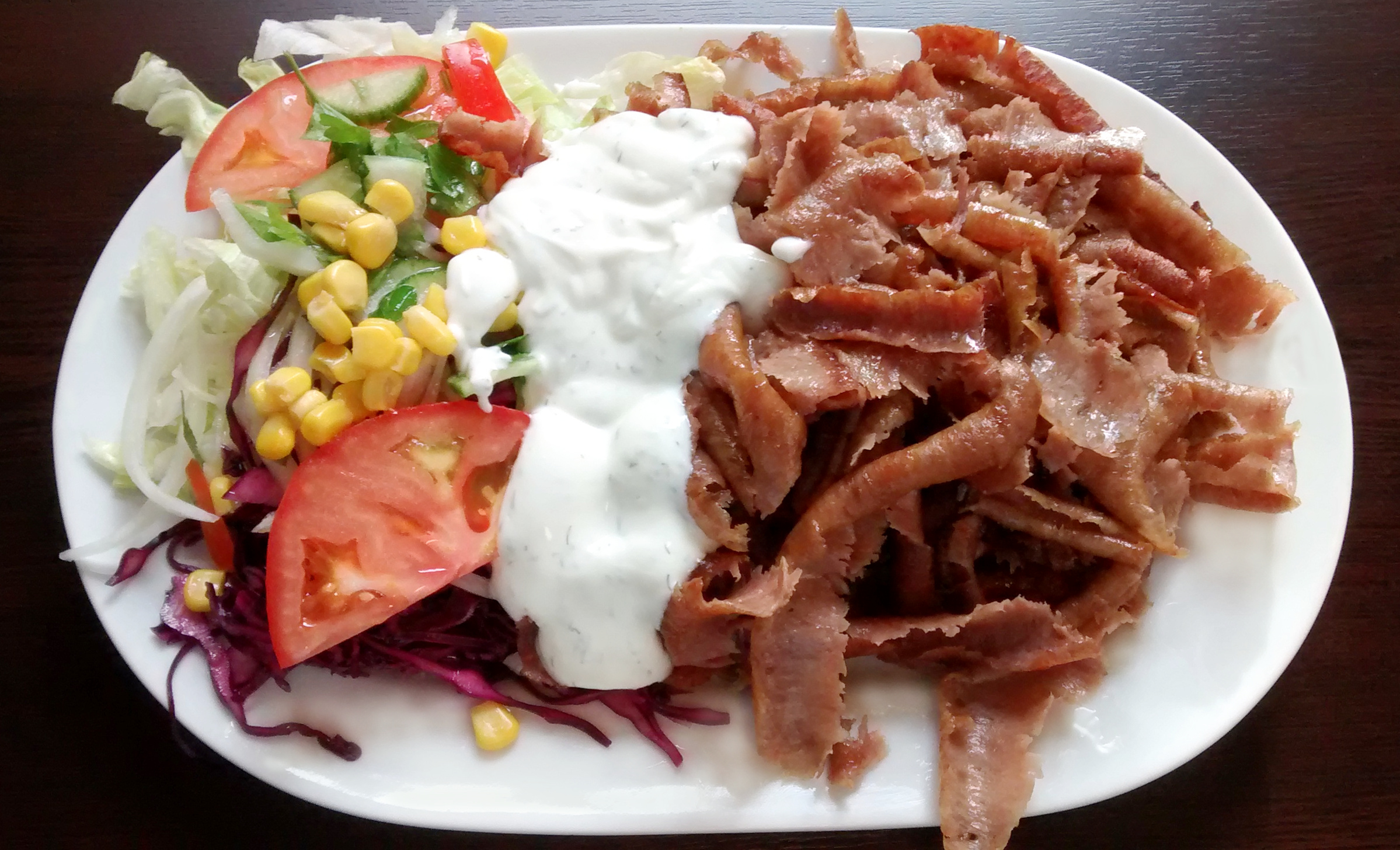
Döner-Teller

In der Variante „Döner-Box“ (auch „Döner-Tüte“ oder „Pomm-Döner“) wird das Fleisch mit Pommes frites zusammen (wahlweise noch mit Salat, Tomaten und Zwiebeln) schichtweise in eine Kartonschachtel oder -tüte gefüllt, mit Sauce getränkt und mit der Gabel gegessen. Vöner ist eine Bezeichnung für „eine Art Döner mit rein vegetarischen bzw. veganen Zutaten“, also mit Fleischersatz.